# レクイエム (リゲティ)

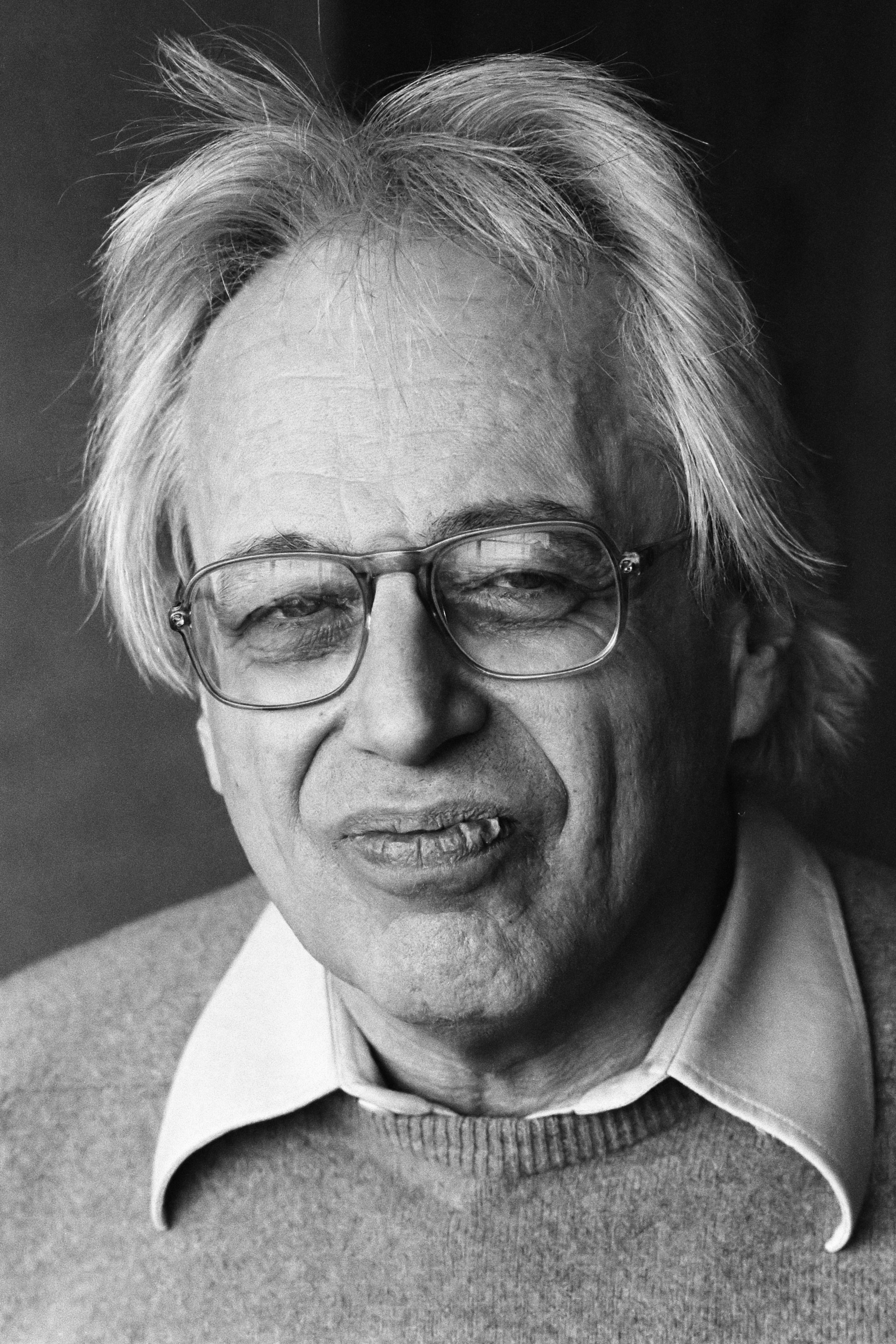
ジェルジ・リゲティ

『レクイエム』（Requiem）は、ジェルジ・リゲティが1963年から1965年にかけて作曲した、ソプラノ、メゾソプラノ、合唱、管弦楽による音楽作品。4楽章から構成され、演奏時間は約27分。

## 概要
1963年春から1965年1月までかけて作曲され、1965年3月14日にストックホルムで初演された。リリアーナ・ポーリ（ソプラノ）とバルブロ・エリクソン（メゾソプラノ）の独唱、スウェーデン放送交響楽団および合唱団の演奏、指揮はミヒャエル・ギーレン（合唱指揮はエリック・エリクソン）による。
1960年代初期のリゲティの作風である、半音階的な音の絡みあった分厚いトーン・クラスターを使用した作品であり、20の声部に分かれた合唱はもはや各声部を聞きとることができない。内部的には対位法的に作曲されているにもかかわらず、外部からは静的な音の虹のように聞こえる。
リゲティ本人はカトリックの教義には無関心であったが、死の恐怖を題材にすることに興味を持っていた。この曲は死者の安息を願うレクイエムの本来の機能を全く果たしておらず、希望は絶望と沈黙に取ってかわられている。死を主題にした曲として、『レクイエム』は10年後に作曲されたオペラ『ル・グラン・マカブル』の先駆けとなっており、グロテスクさでも両者は共通する。とくに第3楽章はゴシックホラー的なグロテスクさを持つ。
『レクイエム』は1966年にローマで開催された国際現代音楽協会の作曲コンクールで1等賞を取り、1967年にボンのベートーヴェン賞を受賞した。
日本では1970年3月11日に東京文化会館で、滝沢三重子のソプラノ、長野羊奈子のメゾソプラノ、岩城宏之指揮の日本フィルハーモニー交響楽団によって初演された。
1997年に改訂された。

## 編成
- ソプラノとメゾソプラノの独唱、2つの混声5部合唱 (ソプラノ、メゾソプラノ、アルト、テノール、バス)。
- フルート3 (第2奏者と第3奏者はピッコロ持ち替え)、オーボエ3 (第3奏者はコーラングレ持ち替え)、クラリネット3 (第2奏者はバスクラリネット持ち替え、第3奏者はコントラバスクラリネットと小クラリネット持ち替え)、ファゴット2、コントラファゴット、ホルン4、トランペット3、バストランペット、テナートロンボーン、テナーバストロンボーン、コントラバストロンボーン、コントラバスチューバ、打楽器 (奏者は最低3人 : スネアドラム、バスドラム、タンバリン、むち、サスペンデッドシンバル、タムタム、グロッケンシュピール、シロフォン)、チェレスタ、チェンバロ、ハープ、第1ヴァイオリン (最低12)、第2ヴァイオリン (最低12)、ヴィオラ (最低10)、チェロ (最低8)、コントラバス (最低6) [9] [10]。

## 構成
4楽章から構成され、伝統的なレクイエムの歌詞を使用してラテン語で歌われる。
1. イントロイトゥス (Introitus) - 静的な曲で、各声部は4つに分割されてゆっくりとしたトーン・クラスターを歌う。最初の「Requiem」はバス合唱によるpppの低音ではじまる。管弦楽も低音楽器によるクラスターを使用する。「Te decet」からアルトとテノールが加わり、音が少しずつ高くなっていく。2回めの「Requiem」は独唱と女声合唱、最後の「et lux perpetua luceat eis」は女声合唱のみで歌われる。音は最初から最後まで常に小さい。
2. キリエ (Kyrie) - 合唱のみにより、リゲティのミクロポリフォニー技法の典型例になっている[10]。構造としては4つずつに分割された5声の合唱による二重フーガで、分割された4つの部分はそれぞれ厳格にカノン的模倣を行っているが[11]、音が極端に厚く重なっているために各声部の動きは聴きとることができない。静的なイントロイトゥスに比べると音の動きも音強の変化も激しい。最後はバスのみによって消え入るように終わる。
3. 怒りの日 (De die judicii sequentia) - 全曲の中心となる劇的な楽章だが、もっとも奇妙な曲でもある[2]。この曲では合唱の声部は一部を除いて分割されない。冒頭の「Dies irae」は合唱のみによるfffの激しい曲である。ついでメゾソプラノ独唱が「Tuba mirum」を歌いだすが、本楽章の独唱は極端に低い音と高い音、音を長く伸ばした静かな部分と速い部分が交替する。その後は合唱による激しい歌を独唱者が引きついで歌う。最後の「Oro supplex」からは再び女声合唱が12声部に分かれて歌い、静かに終わる。
4. ラクリモーサ (Lacrimosa) - 管弦楽による前奏についで、独唱者のみによって歌われる静かな曲で、前曲の激しさと対照的である。

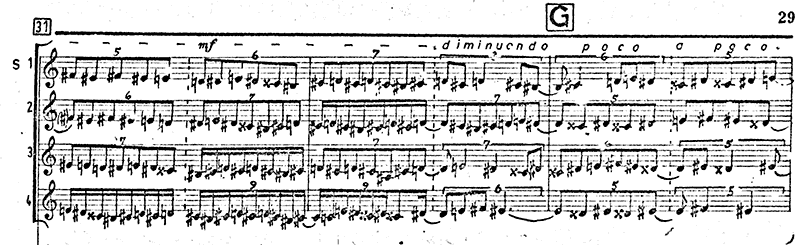
楽譜の断片

## 使用
第2楽章のキリエの部分が『アトモスフェール』、『ルクス・エテルナ』とともにスタンリー・キューブリックの1968年の映画『2001年宇宙の旅』に使われたことで知られる。『レクイエム』はモノリスの出現シーンに用いられている。